# مايك مورلي
مايك مورلي (بالإنجليزية: Mike Morley)‏ هو لاعب غولف أمريكي، ولد في 17 يونيو 1946 في موريس في الولايات المتحدة.

## وصلات خارجية
- مايك مورلي على موقع رابطة لاعبي الغولف المحترفين (الإنجليزية)